# Четнаєво
Четна́єво (рос. Четнаево, марій. Чотнайсола) — присілок у складі Гірськомарійського району Марій Ел, Росія. Входить до складу Червоноволзького сільського поселення.

## Населення
Населення — 206 осіб (2010; 269 у 2002).
Національний склад (станом на 2002 рік):
- гірські марійці — 98 %